# Lysithée (lune)
Pour les articles homonymes, voir Lysithéa.
Lysithéa (ou Lysithée) est un satellite naturel de Jupiter.

## Caractéristiques physiques
Lysithéa est un petit satellite. En supposant qu'il possède un albédo de 0,04, similaire à d'autres satellites naturels de Jupiter (comme les membres du groupe d'Himalia),, sa magnitude visuelle de 18,2 conduit à un diamètre de 32 km.
Par calcul, la masse de Lysithéa est estimée à environ 6,3 × 1016 kilogrammes.

## Orbite
Lysithéa appartient au groupe d'Himalia, un groupe de cinq satellites qui orbite autour de Jupiter sur des demi-grands axes compris entre 11 160 000  et   12 555 000 km et des inclinaisons de 25,8  à   30,7 degrés par rapport à l'équateur de Jupiter.

Diagramme illustrant l'orbite des satellites irréguliers de Jupiter. Le groupe d'Himalia est visible sur le centre-gauche.
Diagramme illustrant l'inclinaison des quatre principaux membres du groupe d'Himalia en fonction du demi-grand axe.

## Historique

### Découverte
Lysithéa fut découvert par Seth Barnes Nicholson à l'observatoire du Mont Wilson en Californie le 6 juillet 1938. Il s'agit du 10e satellite à avoir été découvert autour de Jupiter. Nicholson découvrit également Carmé le 30 juillet 1938.

### Dénomination
Lysithéa porte le nom de Lysithée, personnage de la mythologie grecque ; Lysithée était la fille de Cadmos et eut un fils, Hélénos, par Zeus (équivalent grec de Jupiter) ; elle serait également Sémélé sous un autre nom, mère de Dionysos (dont le père était également Zeus). La mythologie grecque compte aussi une Lysithée Océanide, fille d'Océan.
Lysithéa ne reçut pas de nom officiel avant 1975, en même temps que huit autres satellites de Jupiter (le premier lot de satellites à avoir été officiellement nommé par l'Union astronomique internationale). Avant cela, Lysithéa était simplement désigné par Jupiter X. Il ne portait pas non plus de désignation provisoire, le système actuel n'ayant été mis en place qu'après sa désignation officielle.
En français, Lysithéa est également nommée Lysithée. En anglais, une convention veut que les satellites de Jupiter progrades se terminent en « -a » et les rétrogrades en « -e ». Lysithéa est un satellite prograde.